# Be Happy
«Be Happy» es el sencillo debut lanzado en 2020 por la celebridad de internet estadounidense TikTok Dixie D'Amelio. La letra trata sobre la salud mental durante la pandemia de COVID-19. La canción se lanzó el 26 de junio de 2020 y el video musical se estrenó por YouTube días después, el 1 de julio.
Primero lanzó una versión a cappela en TikTok. D'Amelio trabajó con el productor Christian Medice en un estudio virtual. La canción fue coescrita por Medice, Sam DeRosa y Billy Mann. La canción pop presenta una melodía optimista. Según Dixie, su canción es para ayudar a otros a darse cuenta de que "no necesitan fingir que la vida es tan perfecta y que está bien tener un mal día". El sencillo acumuló más de 1 millón de videos y mil millones de visitas en TikTok. La canción también tuvo promoción por parte de su hermana menor Charli D'Amelio, la persona más seguida en dicha red social.
Una remezcla de la canción, que incluye la participación de los cantantes Lil Mosey y Blackbear, se lanzó el 9 de septiembre de 2020. El 20 de septiembre se lanzó el video musical en el canal de YouTube de Dixie. La celebridad Noah Beck aparece en el video musical como interés romántico de D'Amelio.

## Posicionamiento en listas
| Listas (2020)                           | Mejor posición |
| --------------------------------------- | -------------- |
| Canadá (Canadian Hot 100)               | 94             |
| Escocia (Official Charts Company)       | 59             |
| Estados Unidos (Bubbling Under Hot 100) | 1              |
| Nueva Zelanda Hot Singles (RMNZ)        | 8              |
| Reino Unido (UK Singles Chart)          | 55             |